# Стефан Николов (кмет)
Вижте пояснителната страница за други личности с името Стефан Николов.
Стефан Николов, известен като Поборника, е български политик от Македония, два мандата кмет на град Фердинанд.

## Биография
Стефан Николов е роден на 27 декември 1860 година в костурското село Българска Блаца, тогава в Османската империя, днес в Гърция. Десет-дванадесет годишен се изселва в Кутловица, където става слуга в кръчмата на Иван Д. Михайлов, а по-късно се оженва за дъщеря му Деспа Димитрова Михайлова. В 1885 година Стефан Николов е доброволец в избухналата Сръбско-българска война, което му печели прозвището „Поборника“. Служи във Втора Софийска опълченска дружина с командир Цанко Кавалов и е награден с Орден „За храброст“. След войната е бакалин и се занимава с търговия. Къщата и дюкяна му са на площада срещу читалището – днес площад „Алеко Константинов“. Няколко пъти е избиран за общински съветник във Фердинанд – името на Кутловица от 1891 година.
От 1895 година взима активно участие в дейността на Фердинандското македоно-одринско дружество.
На 17 юни 1898 година, след голямото наводнение от Огоста, Фердинандският общински съвет уволнява кмета Генчо Георгиев и за кмет е избран Стефан Николов. По време на първия кметски мандат на Николов от 1897 до 1899 година помощник-кмет е Тодор Иванов, а негов секретар – Тодор Грънчаров, който по-късно е дълги години кмет. След един от поредните пожари в града на 19 юни 1897 година Стефан Николов предлага и общинският съвет приема да се създаде градска пожарна команда. За целта се правят два колесара с по едно буре от 200 оки и се приспособяват 10 тенекии за гасене на пожари. За пожарникари са определени тримата нощни пазачи. На следващата 1898 година са отпуснати и средства за купуване на два коня, с които пожарната машина и съдовете да могат да се движат по-бързо из града.
По време на мандата си Николов продължава различните дейности по благоустройство на града. Завършена е и на 14 октомври 1898 г., Петковден, е осветена от митрополит Кирил Видински църквата „Св. св. Кирил и Методий“ в присъствието на стотици граждани. Кметът нарежда в същия ден магазините да бъдат затворени до 13 часа след обяд заради църковното тържество.
В 1899 година приет правилник за дейността на общинския съвет във Фердинанд.
На 26 март 1899 г. Николов подава оставка по домашни причини, но тя не е разгледана от общинския съвет. С указ № 181 от 12 април 1899 г. градският общински съвет е разтурен с мотивировката „за лошо и немарливо управление общинските работи, чрез което е поставил в опасност интересите на общината“. След проведените на 9 май общински избори кмет отново става Стефан Николов, помощник-кмет е Антония Трифонов и секретар – Атанас Трендафилов. На 10 септември 1899 г. Стефан Николов подава отново оставка по домашни причини, която е приета от общинския съвет и на същото заседание е избран следващият кмет Иван Цеков.
Стефан Николов умира в Михайловград на 23 септември 1952 г.